# Pareques
Pareques es un género de pez de la familia Sciaenidae en el orden de los Perciformes.

## Especies
Las especies de este género son:
- Pareques acuminatus (Bloch & Schneider, 1801)
- Pareques fuscovittatus (Kendall & Radcliffe, 1912)
- Pareques lanfeari (Barton, 1947)
- Pareques perissa (Heller & Snodgrass, 1903)
- Pareques umbrosus (Jordan & Eigenmann, 1889)
- Pareques viola (Gilbert, 1898)
- Pareques iwamotoi (Miller & Woods, 1988)